# 九龍巴士280X線

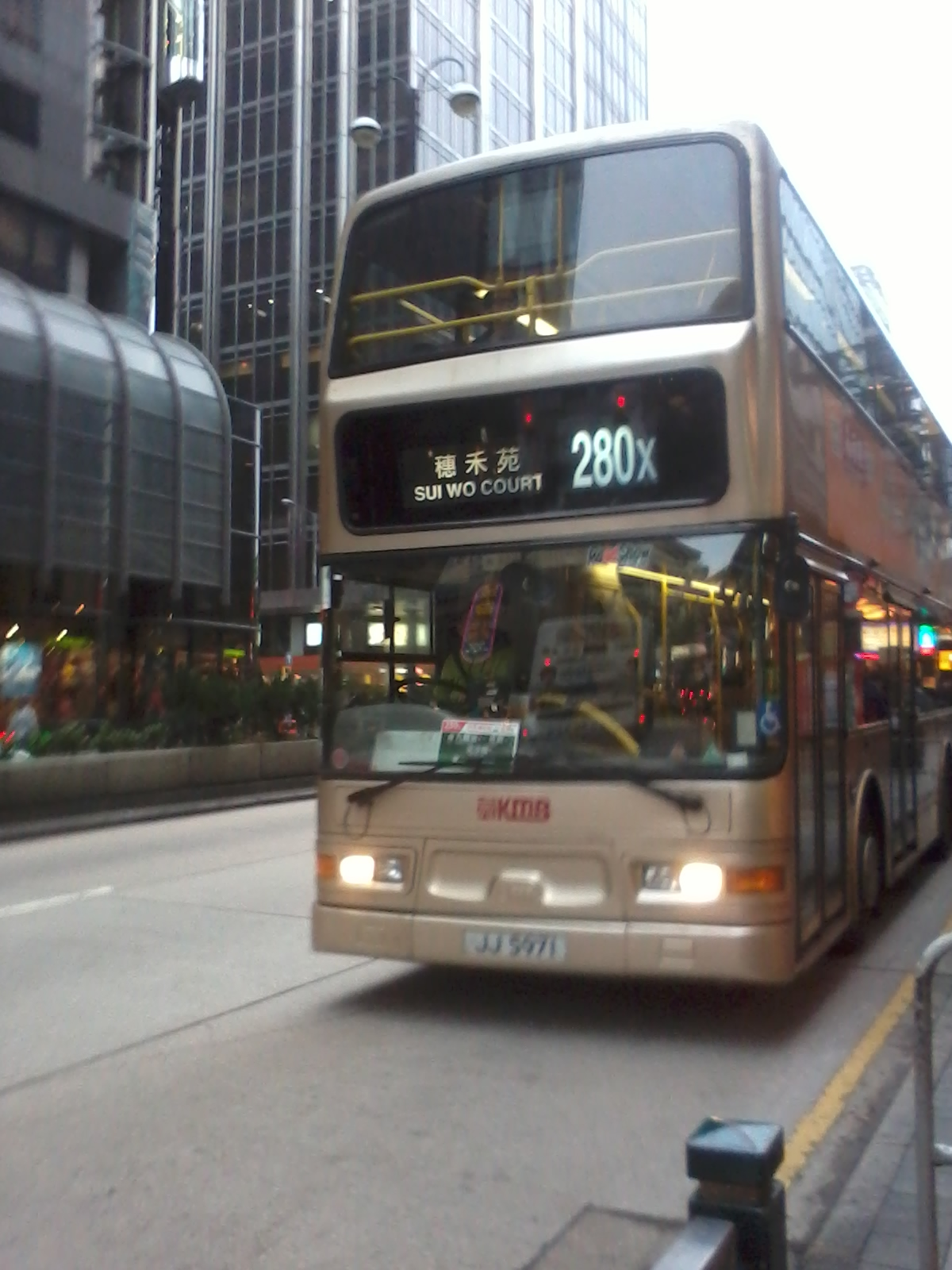
本線用車JJ5971於柯士甸道（彌敦道）

九龍巴士280X線是香港一條新界市區巴士路線，來往火炭（穗禾苑）和尖沙咀東（麼地道），為火炭、禾輋邨、瀝源邨及沙田市中心一帶居民提供途經青沙公路往返尖沙咀的快捷服務。

## 歷史
穗禾苑兩條對外路線80M線及280P線，一直受到鐵路競爭影響，客量一直偏低，而現時火炭一帶欠缺直達南九龍地區的全日巴士路線，源禾路一帶亦只有途經大埔公路（金山段、沙田嶺段及大圍段）的巴士來往西九龍。兩區亦只有在平日早上繁忙時間行走的280P線直達尖沙咀，隨著火炭區正興建公屋及居屋屋苑，預期該區人口將會上升，增加對外巴士需求，同時因應青沙公路多年來使用率偏低，當局希望拓展途經青沙公路的巴士網絡，透過設立巴士轉車站及提供轉乘優惠，轉乘其他青沙公路巴士路線。
因此九巴及運輸署在2014年4月提出的「沙田區區域性巴士路線重組」（即《2014-2015年度沙田區巴士路線發展計劃》）內，本路線的建議首次被提出，當時建議取消80M及280P線，以騰出資源開辦本路線，來回程分別取道廣東道（南行）及彌敦道（北行）。其後同年6月的修訂建議，則改為只取消280P線，80M線則調整班次，而本路線的全程收費則予以下調及修訂往尖沙咀方向行車路線，改經柯士甸道及彌敦道，更接近尖沙咀心臟地帶。建議經沙田區議會交通及運輸委員會商討後獲得通過，原擬於2014年12月投入服務，但因地區人士對80M線在本路線開辦後的班次仍有意見，故需延遲開辦日期。本路線最終於2015年1月24日起投入服務，並提供青沙公路（尖山隧道及沙田嶺隧道）巴士路線的互轉優惠，及轉乘九巴西區海底隧道過海路線往港島區的轉乘優惠，轉乘後者路線的兩程總收費與現時170、182、982X線全程收費（$16.00）看齊。 
- 2015年1月24日：280X線投入服務，取代280P線之服務，並設有與其他途經青沙公路收費廣場或西區海底隧道的九巴獨營路線轉乘優惠。[4][5][6]
- 2015年3月21日：增設到站時間預報。[7]
- 2017年10月30日：增設特別班次於星期一至五07:50由駿景園開出，停樂景街銀禧花園及火炭站，於火炭路後跟隨常規班次路徑前往尖沙咀[8]。
- 2020年5月24日：因應中九龍幹線建造工程，往穗禾苑方向駛至欣翔道後，改經海泓道、佐敦道、海寶路，返回連翔道及原有路線。
- 2021年2月7日：成為九巴首批引入多元化電子支付系統 「e度嘟」 路線之一， 接受感應式信用卡 (payWave)、流動支付裝置或掃瞄流動支付二維碼 (QR Code) 繳付車費。[9]
- 2021年4月4日：全程收費由$8.9加至$9.4，往尖東分段收費由$6.4加至$6.8，往穗禾苑分段收費由$4.5加至$4.8。[10]
- 2021年5月17日：往穗禾苑方向不再途經山尾街，取消「山尾街」站，改停火炭路「松頭下路」站。[11]
- 2022年1月23日：往穗禾苑方向加經佐敦道「柯士甸站」站，至同年7月22日。
- 2023年5月28日：因應中九龍幹線工程，往穗禾苑方向，原線駛至上海街後，改經上海街、佐敦道，返回原線，取消「欣翔道」站，加設「西貢街」站。[12][13]
- 2024年7月7日：來回方向繞經駿洋邨。[14]

## 服務時間及班次
常規班次
| 火炭（穗禾苑）開     | 火炭（穗禾苑）開 | 火炭（穗禾苑）開 | 尖沙咀東（麼地道）開 | 尖沙咀東（麼地道）開 | 尖沙咀東（麼地道）開 |
| 日期                 | 服務時間         | 班次（分鐘）     | 日期                 | 開出時間             | 班次（分鐘）         |
| -------------------- | ---------------- | ---------------- | -------------------- | -------------------- | -------------------- |
| 星期一至五           | 05:40-08:20      | 20               | 星期一至五           | 07:15                | 07:15                |
| 星期一至五           | 08:20-09:35      | 15               | 星期一至五           | 07:35-10:05          | 25                   |
| 星期一至五           | 09:35-16:35      | 20               | 星期一至五           | 10:05-17:25          | 20                   |
| 星期一至五           | 16:35-19:30      | 25               | 星期一至五           | 17:25-20:10          | 15                   |
| 星期一至五           | 19:30-22:30      | 30               | 星期一至五           | 20:10-23:30          | 20                   |
|                      |                  |                  | 星期一至五           | 00:00、00:30         |                      |
| 星期六、日及公眾假期 | 05:40-07:20      | 25               | 星期六、日及公眾假期 | 07:15-10:15          | 30                   |
| 星期六、日及公眾假期 | 07:20-10:40      | 20               | 星期六、日及公眾假期 | 10:15-12:20          | 25                   |
| 星期六、日及公眾假期 | 10:40-13:40      | 15               | 星期六、日及公眾假期 | 12:20-17:00          | 20                   |
| 星期六、日及公眾假期 | 13:40-16:40      | 20               | 星期六、日及公眾假期 | 17:00-22:15          | 15                   |
| 星期六、日及公眾假期 | 16:40-20:00      | 25               | 星期六、日及公眾假期 | 22:15-23:35          | 20                   |
| 星期六、日及公眾假期 | 20:00-22:30      | 30               | 星期六、日及公眾假期 | 00:00、00:30         | 00:00、00:30         |

特別班次（火炭（駿景園）→ 尖沙咀東（麼地道））
- 星期一至五：07:50

星期六、日及公眾假期不設服務

## 收費
全程：$10.2
- 雅翔道（西區海底隧道）往尖沙咀東（麼地道）：$7.4
- 沙田市中心往穗禾苑：$5.2

| - 本線設有12歲以下小童及65歲或以上長者半價優惠。 - 65歲或以上香港居民使用「樂悠咭」，以及12歲以下合資格殘疾兒童使用「殘疾人士身份」個人八達通繳付車資，均可享有每程$2.0或半價（以較低者為準）的票價優惠；12至64歲合資格殘疾人士使用「殘疾人士身份」個人八達通（包括「樂悠咭」），以及60至64歲香港居民使用「樂悠咭」繳付車資，均可享有每程$2.0或全費（以較低者為準）的票價優惠。 - 65歲或以上長者如使用長者或一般個人八達通繳付車資，則只可享有半價優惠；12至64歲合資格殘疾人士如不使用「殘疾人士身份」個人八達通，以及60至64歲人士如不使用「樂悠咭」繳付車資，必須繳付全費。 - 乘客可以現金或八達通於上車時付款，不設找續。 - 每位成人乘客可免費攜帶最多兩名4歲以下而不佔座位的兒童乘客乘車，超額之4歲以下小童必須繳付小童車費乘車。 - 持有「九巴月票」之乘客在車票有效期內，每日可享最多10程任何九龍巴士及龍運巴士路線（包括本路線，以及聯營路線的九龍巴士／龍運巴士提供的班次；惟乘搭機場「A」及「NA」線則可享原價二七折優惠（不會計算每天10次合資格車程））；而B1線則每日可享最多各2程（不會計算每天10次合資格車程）。 - 九龍巴士、城巴、龍運巴士及陽光巴士全職員工及家屬（不包括外判職員）可免費乘搭本路線，惟必須拍職員或職員家屬八達通。 - 乘客亦可透過多元化電子支付系統（e度嘟）繳付車資，包括使用非接觸式VISA卡、JCB卡、萬事達卡、銀聯卡、美國運通、大來國際、Discover Card、Apple Pay、Google Pay、Samsung Pay、AlipayHK「易乘碼」、支付寶、WeChatHK／微信支付「搭車碼」、銀聯雲閃付「乘車碼」及BOC Pay「乘車碼」。乘客使用此付款方式，使用此支付方式的乘客可享有中途下車之分段收費，以及與其他九巴／龍運獨營路線或聯營線九巴／龍運班次之轉乘優惠，惟不適用於與非九巴／龍運路線之轉乘優惠，亦不能享有「公共交通費用補貼計劃」及「長者及合資格殘疾人士公共交通票價優惠計劃」。 |

### 八達通及「e度嘟」轉乘優惠
乘客登上本線後150分鐘內以同一張八達通卡或同一張信用卡或同一個流動支付帳戶付費轉乘任何以下路線，或從以下路線登車後150分鐘內以同一張八達通卡或同一張信用卡或同一個流動支付帳戶付費 轉乘本線，次程可獲車資折扣優惠
280X←→青沙公路路線
- 280X往尖沙咀 → 38B往海濱花園、240X往葵興站、249X往青衣站、270B往奧運站、270D往深水埗、270P往九龍站、272E往柏景灣、272P往葵興站、272X往旺角東站、286C往長沙灣，回贈首程車資
- 280X往尖沙咀 → 286P往荔枝角站、286X往深水埗、287P往旺角或287X往佐敦，次程車資全免
- 38B往海濱花園、240X往葵興站、249X往青衣站、270B往奧運站、270D往深水埗、270P往九龍站、272E往柏景灣、272P往葵興站、272X往旺角東站、286C往長沙灣 → 280X往尖沙咀，次程車資全免
- 286P往荔枝角站、286X往深水埗、287P往旺角或287X往佐敦 → 280X往尖沙咀，回贈首程車資
- 280X往穗禾苑 → 38B往碩門邨、240X往黃泥頭、249X往博康、270B往上水、271X往富亨、272E往太和、272P往富亨、272X往大埔中心、286C往利安或287D往錦英苑，回贈首程車資
- 280X往穗禾苑 → 286X往顯徑或287X往水泉澳，次程車資全免
- 38B往碩門邨、240X往黃泥頭、249X往博康、270B往上水、271X往富亨、272E往太和、272P往富亨、272X往大埔中心、286C往利安或287D往錦英苑 → 280X往穗禾苑，次程車資全免
- 286X往顯徑或287X往水泉澳 → 280X往穗禾苑，回贈首程車資

280X往尖沙咀 → 934、935、936、960系、961系、968系或978系往港島，總車資$16，於雅翔道站下車步行往西區海底隧道轉乘。（不適用於「e度嘟」轉乘）

## 使用車輛
受制於穗禾苑巴士總站容積及通道狹窄，不能容納12.8米巴士，惟本線客量亦相當龐大，因此通常使用12米中軸驅動巴士行走，只有繁忙時間或特別車務調配的情況下才會出現12米尾軸驅動巴士特見。
現時使用8輛亞歷山大丹尼士Enviro 500 MMC 12米（ATENU）巴士行走，均屬沙田車廠。
受制於穗禾苑內狹窄的車輛通道，過去本線一般不會使用11米或以上的巴士。不過，在2017年11月或以前，本線亦已有多次使用12米巴士行走個別班次之特見記錄。
隨著九巴旗下部份10.6米低地台雙層巴士於2017年第四季開始陸續退役，加上穗禾苑總站的用車限制於同年11月解除，本線於同年12月1日起獲派中軸驅動之12米巴士作全日行走。
值得一提，披上九巴青沙公路轉車站啟用全車身廣告的10.6米丹尼士三叉戟（ATS12／JJ5602，已於2017年12月退役）於本路線開辦當日起由287X線調入，成為本路線掛牌車，直至2015年5月被調往288線，原有廣告亦已除下。
| 車隊編號 | 車牌   |
| -------- | ------ |
| ATENU1   | RZ5946 |
| ATENU210 | SK7512 |
| E6M126   | YK1370 |
| E6M138   | YN6961 |
| E6M139   | YT2687 |
| E6M140   | YT3583 |
| E6M141   | YT4688 |
| E6M149   | YU5036 |
| E6M151   | YV1613 |

## 行車路線

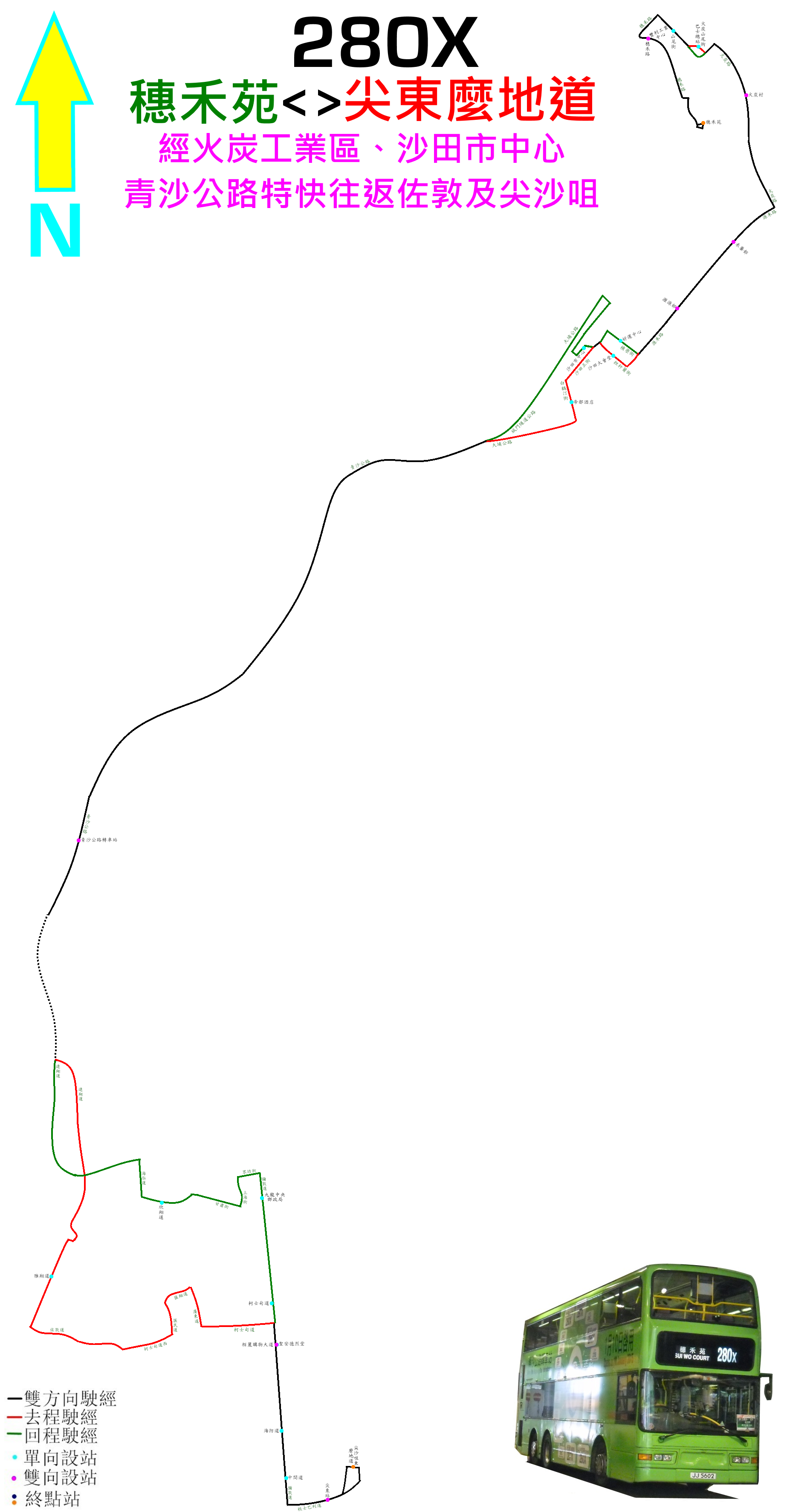
此線的走線圖

火炭（穗禾苑）開經：穗禾苑通道、穗禾路、黃竹洋街、桂地街、駿洋邨公共運輸交匯處、桂地街、山尾街、火炭路、源禾路、担杆莆街、沙田正街、白鶴汀街、沙田正街、大埔公路－大圍段、青沙公路（大圍隧道、沙田嶺隧道、尖山隧道）、荔寶路、連翔道、雅翔道、柯士甸道西、柯士甸道、彌敦道及梳士巴利道。  
- 由火炭（駿景園）開出的特別班次經樂景街、火炭路，然後返回源禾路280X常規班次原線。

尖沙咀東（麼地道）開經：麼地道、漆咸道南、梳士巴利道、彌敦道、眾坊街、上海街、甘肅街、欣翔道、海泓道、佐敦道、連翔道、荔寶路、青沙公路（尖山隧道、沙田嶺隧道、大圍隧道）、大埔公路－沙田段、沙田鄉事會路、沙田市中心巴士總站、沙田正街、橫壆街、源禾路、火炭路、桂地街、駿洋邨公共運輸交匯處、桂地街、山尾街、穗禾路及穗禾苑通道。
各班次之具體停站請參考資訊框。

## 使用狀況
本線為火炭及源禾路居民來往尖沙咀的特快服務，而且途經沙田市中心，加上東鐵綫客量愈趨飽和，繁忙時間可頂閘，假日客量亦相當不俗。
根據歷年巴士路線計劃及相關文件中的資料顯示，此路線載客率如下：
- 2021年：上午繁忙時段平均載客率為約75%，下午繁忙時段平均載客率為約45%，非繁忙時段平均載客率為近25%。

## 路線紀錄
本線創了以下紀錄：
1. 沙田市中心及火炭首條往返尖沙咀及青沙公路的全日常規專營非過海巴士路線，並提供平日早上由駿景園單向往尖沙咀的特別班次。
2. 自青沙公路（長沙灣至沙田段）於2008年3月21日通車以來，首條全日常規服務的專營非循環巴士路線（先前開辦的兩條全日服務巴士路線，即286X及287X均為循環線）。
3. 繼287X線後沙田區第2條經青沙公路來往油尖旺區的全日常規專營巴士路線。
4. 首條途經柯士甸道的全日常規專營巴士路線[23][24]（介乎廣東道至彌敦道之間的一段東行線），但不停站。

## 外部連結
- 九巴官方網站－九巴280X線